# Église Santa Maria della Luce
L'église Santa Maria della Luce (en français : Saint-Marie-de-la-Lumière) est une église romaine située dans le quartier Trastevere sur la via della Luce.

## Historique

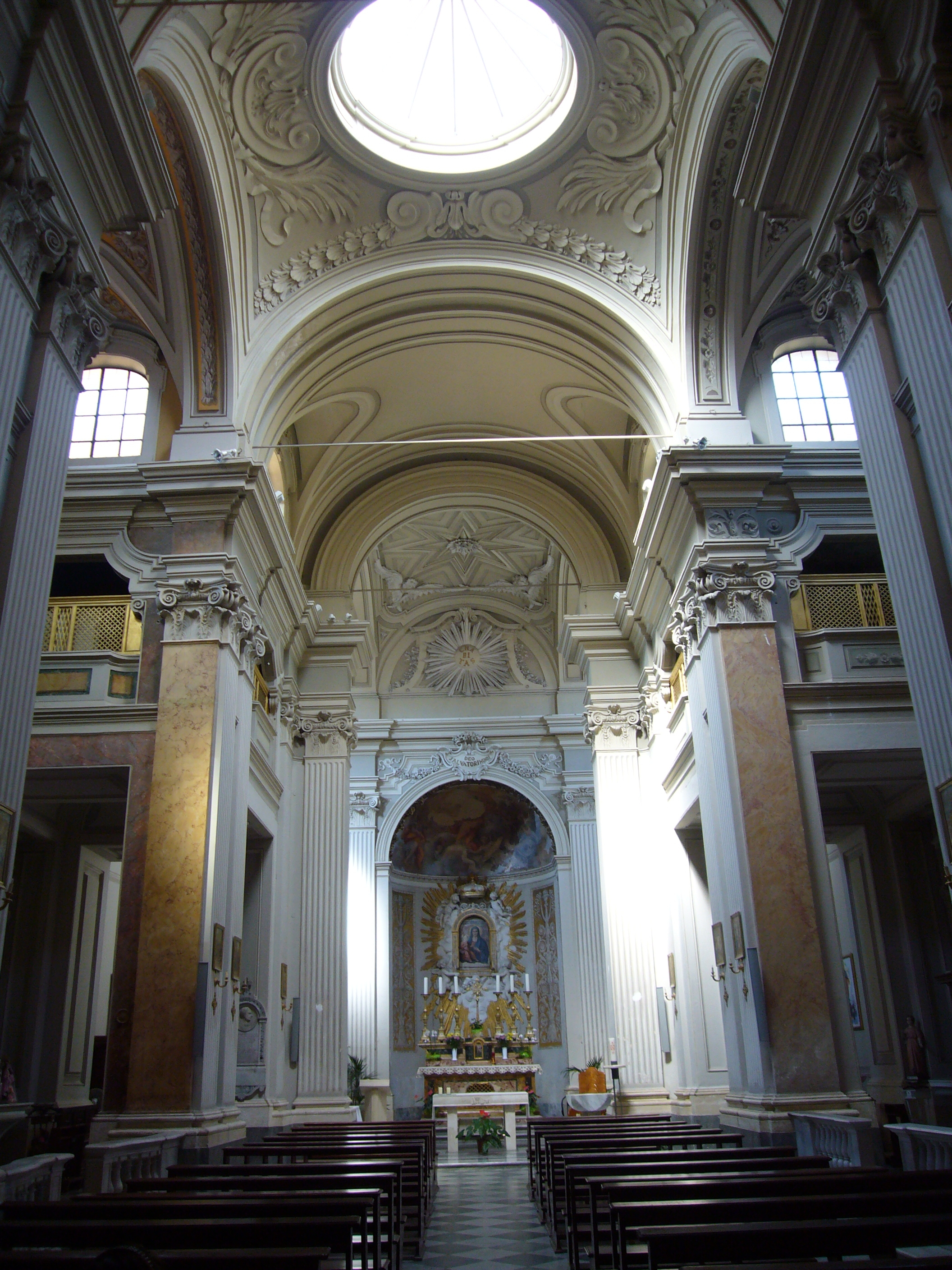
Vue intérieure de l'église

L'église originale, fondée par sainte Bonosa près de l'excubitorium, remonterait au IVe siècle et s'appelait alors San Salvatore in Corte. L'église est ensuite totalement reconstruite au XIIe siècle et devient en 1595 une église paroissiale, indépendante de la basilique San Crisogono voisine.
Le nom actuel de l'église (et de la rue) provient d'un « miracle avéré » datant de 1730 lors duquel une image peinte de Marie sur une maison voisine aurait « émis sa propre lumière ». L'image est alors transférée dans l'église qui prend son nouveau nom et sa façade est refaite dans un style baroque sur les plans de l'architecte Gabriele Valvassori, ainsi que l'essentiel des parties intérieures.
Depuis 2003, l'église est allouée à une mission religieuse chargée d'organiser des services religieux pour les émigrants sud-américains et d'accueillir différents services sociaux facilitant leur vie à Rome.

## Architecture et ornements
L'église de style baroque conserve toutefois son plan de style roman. Le campanile date du XIIe siècle. Elle héberge une fresque du XIIe siècle intitulée L'Eterno Padre benedicente fra gli angeli de Stefano Conca.